# Stary Jarosław
Stary Jarosław ([ˈstarɨ jaˈrɔswaf]; tiếng Đức: Alt Järshagen) là một ngôi làng thuộc khu hành chính của Gmina Darłowo, thuộc quận Sławno, West Pomeranian Voivodeship, ở phía tây bắc Ba Lan. Nó nằm khoảng 9 kilômét (6 mi) phía đông Darłowo, 10 km (6 mi) phía tây bắc Sławno và 170 km (106 mi) về phía đông bắc của thủ đô khu vực Szczecin.
Trước năm 1945, khu vực này là một phần của Đức và là nơi sinh của nhà toán học người Đức Gerhard Kowalewski. Đối với lịch sử của khu vực, xem Lịch sử của Pomerania.
Ngôi làng có dân số là 480 người.